# Yolanda Moreno Rivas
Yolanda Moreno Rivas (México DF, 1937-Ibidem, 1994) fue una pianista, pedagoga y musicóloga mexicana.

## Biografía
Inició sus estudios de piano bajo la guía de su madre, para estudiar posteriormente con Angélica Morales en México y luego en Alemania.
Obtuvo en 1957 el premio Chopin otorgado por el gobierno polaco a pianistas mexicanos en México. Vivió en París durante dos años como alumna de la Schola Cantorum y fue también alumna de Bernard Flavigny, en Francia y en México.
Dio varios recitales y tocó como solista con la Orquesta Filarmónica de la UNAM, la Orquesta Sinfónica de Xalapa y la Orquesta Sinfónica de Durango. Obtuvo un título en Letras Hispánicas de la Universidad Hispanoamericana y en 1969 comenzó a escribir la crónica musical en la revista ¨Siempre¨, abandonó las actividades públicas de pianista y se dedicó a la investigación.
A partir de 1972 fue catedrática de la Escuela Nacional de Música de la UNAM.
Fue autora de los tres libros que fueron esenciales para el estudio de la música en México: Historia de la Música Popular Mexicana, Rostros del Nacionalismo en la Música Mexicana y La Composición en México en el siglo XX.

## Pensamiento
Sus investigaciones marcaron uno de los comienzos del estudio sistemático de la música mexicana y son literatura obligada para el estudio de la misma.
De acuerdo a Yolanda Moreno "la escuela mexicana de composición podría considerarse como la culminación de una corriente subterránea que siempre apuntó hacia una síntesis de las pluralidades étnicas o sociales y a la integración de un mensaje sonoro que pudiera ser comprendido, por igual, por las diferentes razas y clases sociales que formaron esa abstracción que denominamos la Nación".
El movimiento nacionalista musical, según Yolanda Moreno, "fue un momento privilegiado en la historia musical de México. Resolvió las carencias básicas que tenía la música mexicana 
durante el siglo XIX. Propicició la destreza y el dominio en el oficio, el enriquecimiento y mayor complejidad de las técnicas."

El Nacionalismo aseguró el ingreso de la música mexicana a la modernidad y abrió las puertas a una originalidad largamente buscada..

## Obras de Yolanda Moreno Rivas
- Tres décadas de clásicos: La eterna presencia del bolero romántico. 1979
- Música bravía: Sones de Mariachi favoritos. 1979
- La música en tiempos de Don Porfirio: El esplendor del vals romántico. 1979
- La historia del músico poeta: Agustín Lara y sus intérpretes. 1979
- Música de rock:Ídolos rocanroleros. 1979
- El estilo Mariachi y el Ranchero: la trayectoria de lo regional a lo urbano. 1979
- El apogeo de la canción romántica. 1979
- La época de oro de la radio, el cine y el teatro: Las inolvidables de la Radio. 1979
- "Las políticas culturales en la música mexicana." En Políticas culturales del Estado mexicano (Moisés Ladrón de Guevara, coordinador). 1983
- Historia de la música popular mexicana. 1989
- Rostros del nacionalismo en la música mexicana; un ensayo de interpretación. 1989
- La Composición en México en el siglo XX. 1994